# Бор (Усть-Кубинский район)
Бор — деревня в Усть-Кубинском районе Вологодской области.
Входит в состав Никольского сельского поселения, с точки зрения административно-территориального деления — в Никольский сельсовет.
Расстояние по автодороге до районного центра Устья — 41 км, до центра муниципального образования Никольского — 8 км. Ближайшие населённые пункты — Малое Лыскарево, Тавлаш, Подольное.
По данным переписи в 2002 году постоянного населения не было.